# David Padrós
David Padrós Montoriol (Igualada, Barcelona; 1942 - Barcelona; 12 de febrero de 2016) fue un compositor español.

## Biografía
Realizó sus estudios musicales con Jordi Albareda (piano) y Jordi Torra (armonía, contrapunto, composición), estudios que amplió posteriormente en Alemania y Suiza con Paul Baumgartner y Sava Savoff (piano), Hans Ulrich Lehmann y Klaus Huber (Composición) y Jürg Wyttenbach (interpretación de la música contemporánea). Fue ganador del premio Hanz Lenz 1969 al mérito artístico (Alemania) y del premio de composición de la Fundación Landis & Gyr en 1976 (Suiza). Residió en Basilea hasta 1982, donde desarrolló una intensa tarea como compositor, pianista y pedagogo. Desde 1982 hasta la actualidad reside en Barcelona, desempeñando las mismas actividades profesionales.

## Obra
Creador serio y meticuloso, se declara influido por Luciano Berio, Pierre Boulez Y Karlheinz Stockhausen. Su obra, muy personal, tiene a veces inspiración en el pensamiento oriental y se preocupa muy especialmente del espacio, tanto desde una consideración física como temporal. 
Desde 1971, cuando se estrenó Styx en el Festival Internacional de Música de Barcelona, sus obras se han interpretado por toda Europa. Entre muchos festivales internacionales hay que destacar el de Lucerna (Suiza), el Gaudeamus Musikwoche (Paises Baixos), Europalia-85 (Bélgica) y el de Barcelona (1987) en el que estrenó Confluències (Música per a Santa Maria del Mar). Con Xavier Benguerel, Carles Guinovart, Albert Llanas y Jesús Rodríguez Picó formó el grupo de compositores Confluències, con el que realizó entre otros proyectos un CD de la Fundación A.C.A. donde se incluye Tankas (con la mezzo Mª Àngels Busquets). Entre 1995 y 1998 formó parte del grupo de cámara Vol ad Libitum (dir. Jordi Rossinyol). Con esta formación publicó un CD (Arachne, Xucla el silenci nocturn, Ghiza-I-Ruh, Trajectòries, Cal·ligrama I y Styx) como pianista. Últimos estrenos: Metamorfosi Mozartiana a cargo del Grupo Enigma, Daha, a cargo de Harry Spaarnay, Línies i Plans, a cargo de la OBC, (obra inspirada en un dibujo de la investigadora suiza Emma Kunz) , Sincronies, por el Grupo Enigma, dir. Juan José Olives.
El fondo David Padrós se conserva en la Biblioteca de Cataluña.

## Lista de obras
- "Interludi", (2010). Conjunto de cámara
- "Sincronías", (2010). Orquesta de cámara
- "Abstracció 3", (2009). Guitarra
- "Abstracció 2", (2009). Clarinete
- "Eclíptica", (2008). Clarinete y violoncelo. Editorial: Tritó
- "Abstracció 1", (2008). Flauta shakuhachi
- "Línies i plans", (2006). Orquesta sinfónica. Editorial: Tritó
- "Derivacions", (2006). Vibráfono
- "Daha", (2006). Clarinete bajo
- "Metamorfosis mozartiana", (2005). Orquesta de cámara. Editorial: Tritó
- "Instants", (2004). Piano. Editorial:Tritó
- "Amalgames", (2004). Clarinete y piano
- "Diario de noche", (2003). Piano
- "Lignes dans l'espace", (2003). Flauta en sol
- "Acciones y reacciones", (2002). Flauta y piano. Editorial: Universidad de Alcalá
- "Concierto para piano y orquesta", (2002)
- "2 Cançons populars catalanes", (2001). Coro mixto a 4 voces. Editorial: Clivis
- "3 Poemas Sonoros", (2001). Coro mixto a 4 voces
- "El temps segons Rama", (2001). Orquesta sinfónica
- "Projeccions", (2001). Orquesta de cámara
- "Degung", (2000). Flauta de pico y vibráfono
- "Verwandlung", (1999). Cuarteto de flautas. Editorial: Tritó
- "El Mascarón y su vihuela", (1998). Violín, violoncelo y guitarra
- "Cheops", (1997). Orquesta de cámara
- "Sunyata", (1997). Flauta y guitarra
- "5 Tankas", (1996). Mezzosoprano, flauta, clarinete y guitarra
- "Dialog", (1996). 2 guitarras
- "Fragment", (1996). Cuarteto de cuerda
- "Manas", (1996). Piano, quinteto de viento y percusión
- "Ressonàncies", (1995). Piano. Editorial: Boileau (Colien Honegger)
- "17 cançons populars catalanes", (1994). Piano. Editorial: Clivis
- "Klagelied", (1994). Piano
- "Qawwali", (1994). Cuarteto de flautas de pico
- "Xucla el silenci nocturn", (1994). Violín, violoncelo, flauta y clarinete
- "Ghiza-I-Ruh", (1993). Flauta, clarinete y piano
- "Gjatams", (1993). Cuarteto con piano
- "Sis Diferències (sobre un tema popular mallorquí), (1993). Órgano. Editorial: Tritó
- "Jdeb", (1992). Cuarteto de flautas de pico
- "Nocturne", (1992). Flauta, clarinete y viola
- "La Sala de la Suprema Harmonia", (1991). Conjunto instrumental
- "Recordant a W.A. Mozart", (1991). Clarinete y órgano
- "El sermó de Muntaner", (1990). Cuarteto vocal, 4 instrumentos de viento y órgano
- "Ketjak", (1990). 4 pianistas a 2 pianos
- "Chacone", (1989). cuarteto de cuerda y clave
- "Reflexe", (1989). Violín y piano. Editorial: Clivis
- "Skizze", (1988). Violín y piano. Editorial: Clivis
- "Trajectòries", (1986). Guitarra. Editorial: Clivis
- "Confluències", (1985).8 metales, percusión, electrónica
- "Maqam", (1985). Piano. Editorial: Clivis
- "Arachne", (1984). Conjunto de cámara
- "Cal.ligrama II", (1984). Flauta y clave
- "6 Cançons populars catalanes", (1993). Coro mixto a 4 voces. Editorial: Clivis
- "Jo-Ha-Kyu", (1983). Orquesta sinfónica
- "Musik im Raum", (1979). 2 pianos, flauta, oboé, clarinete y percusión
- "Batalla", (1977). Piano, clave y 12 cuerdas
- "Deux legendes", (1976). Órgano. Editorial: Clivis
- "Cal.ligrama I",(1974). Flauta en sol y piano. Editorial: Clivis
- "Materials", (1974). Quinteto de viento
- "Khorva", (1973). Orquesta sinfónica
- "Crna Gora", (1972). Barítono, flauta, viola y percusión
- "Heptagonal", (1971). Piano
- "Segments", (1971). Flauta
- "Styx", (1971). Conjunto de cámara. Editorial: Breitkopf & Hartel Wiesbaden
- "Binari", (1970). Cuarteto de cuerda
- "3 Impromptus", (1968). Piano
- "2 Canciones", (1967). Soprano y piano